# Charles Muhangi
Charles Muhangi est un pilote de rallyes ougandais.

## Biographie
Ce pilote débuta en compétitions de rallyes dans son pays en 1996, sur Mitsubishi Lancer Evo II.

## Palmarès
- 1999: ;
  - Champion d'Afrique des rallyes (ARC), sur un Groupe A Subaru Impreza surnommée Kitaguriro (copilote Stephan Byaruhanga, des Émirats arabes unis);
- 1998: Champion d'Ouganda des rallyes, sur Kitaguriro.
- Vainqueur du Rallye d'Ouganda (Shell) en 1998 et 1999 (avec S.Byaruhanga);
- Vainqueur du Rallye Pearl en 1998 (avec S.Byaruhanga);
- Vainqueur du Rallye du Zimbabwe en 1999 (avec S.Byaruhanga);
- Vainqueur du Rallye du Rwanda en 2000 (copilote David Mayanja, sur Mitsubishi Evo III surnommée Yellow Bird);
  - 2e du rallye de Zambie en 1999.

## Récompenses
- 1999: Champion sportif ougandais de l'année.